# Xã Frailey, Quận Schuylkill, Pennsylvania
Xã Frailey (tiếng Anh: Frailey Township) là một xã thuộc quận Schuylkill, tiểu bang Pennsylvania, Hoa Kỳ. Năm 2010, dân số của xã này là 429 người.